# カンダラカ経
『カンダラカ経』（カンダラカきょう、巴: Kandaraka-sutta, カンダラカ・スッタ）とは、パーリ仏典経蔵中部に収録されている第51経。
釈迦が遍行者カンダラカ、象使いペッサ、そして比丘たちに仏法を説いていく。

## 構成

### 登場人物
- 釈迦
- カンダラカ - 遍行者
- ペッサ - 象使い

### 場面設定
ある時、釈迦はチャンパーに滞在していた。
そこに遊行者カンダラカと象使いペッサが訪れ、釈迦は彼らに四念処と四種の人について説く。
その後、釈迦は比丘たちに、十善戒、六根・六境、四禅、三明、三漏などについて説く。
比丘たちは歓喜する。

## 日本語訳
- 『南伝大蔵経・経蔵・中部経典2』（第10巻） 大蔵出版
- 『パーリ仏典 中部（マッジマニカーヤ）中分五十経篇I』 片山一良訳 大蔵出版
- 『原始仏典 中部経典2』（第5巻） 中村元監修 春秋社